# Dreifamilienwohnhaus Gustav Richard Otto Lange
Das Dreifamilienwohnhaus Gustav Richard Otto Lange steht im Stadtteil Niederlößnitz der sächsischen Stadt Radebeul, im Körnerweg 6.

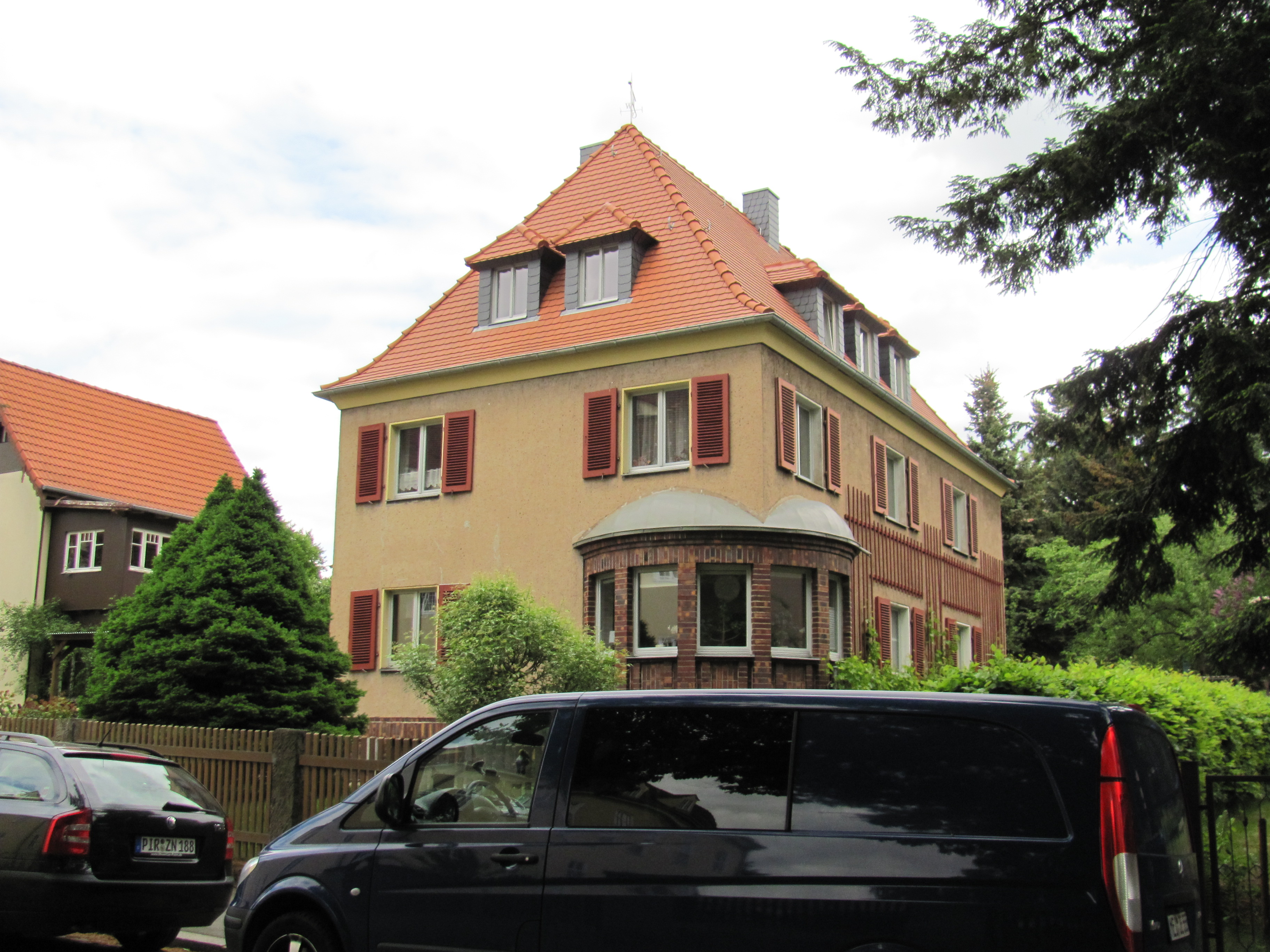
Dreifamilienwohnhaus Gustav Richard Otto Lange

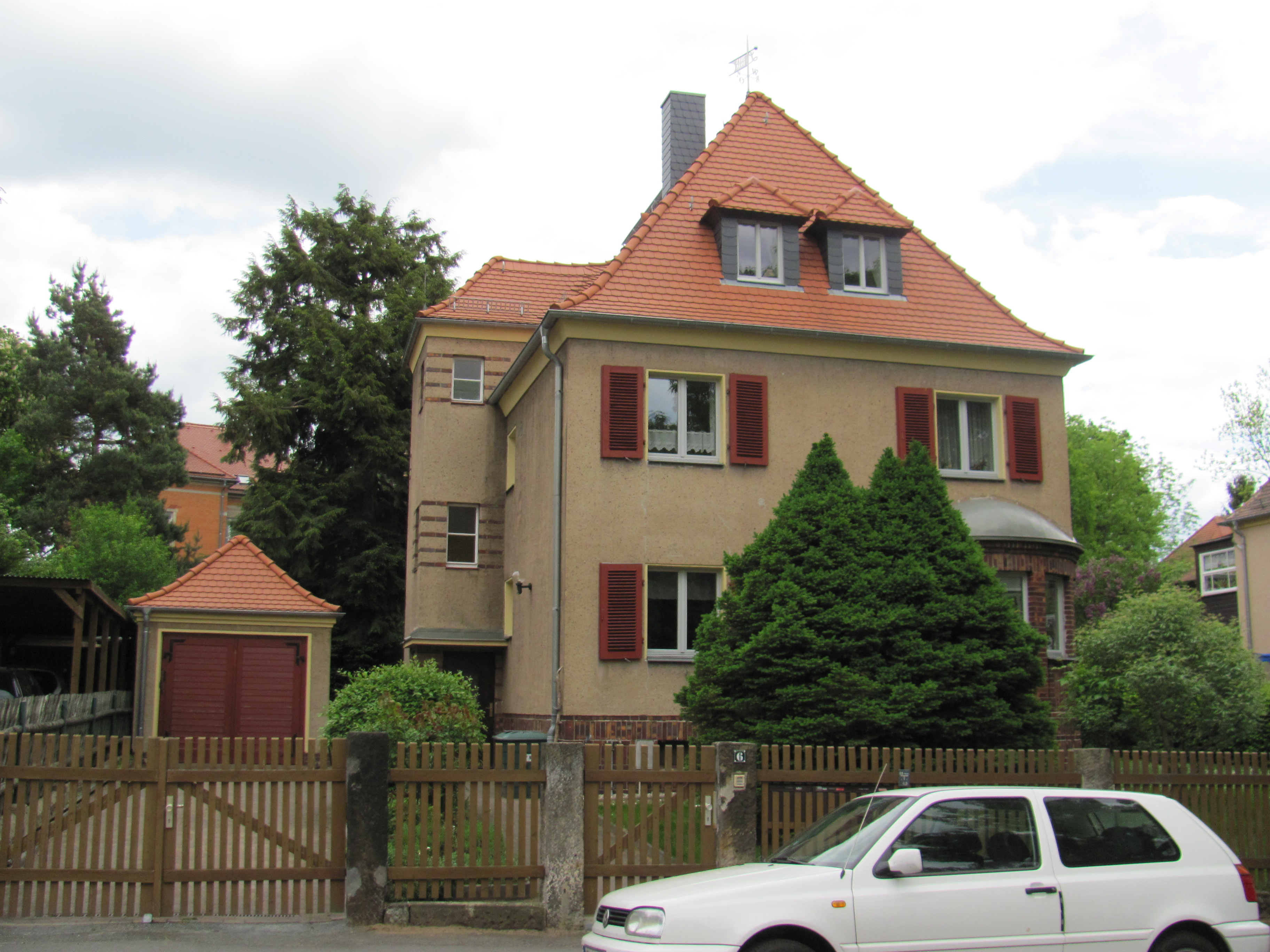
Körnerweg 6: Dreifamilienhaus mit Garage

## Beschreibung
Das zweigeschossige Dreifamilien-Wohnhaus steht mitsamt Garage und Einfriedung unter Denkmalschutz. Der langgestreckte Baukörper steht mit seiner Schmalseite zur Straße. Der schlichte Putzbau hat einen verklinkerten Sockel und obenauf ein vollausgebautes steiles und ziegelgedecktes Walmdach mit ebensolchen Walmgauben, deren senkrechte Flächen mit Schieferplatten verkleidet sind. Die Fenster der Straßenansicht sowie der nach Süden zum Garten zeigenden rechten Längsseite werden von Klappläden eingerahmt; alle Fenster werden von schmalen Putzfaschen umrahmt.
Vor der südöstlichen Gebäudekante, also rechts in der Straßenansicht, steht ein eingeschossiger, runder Standerker, der mit sechs Fenstern in einem Klinkerband die Hausecke umgreift. Obenauf sitzen vor jeder Ansicht Kuppelsegmente als Bedachung. Weiter nach hinten hängen vor der Südseite Spaliere.
Vor der rückwärtigen Schmalseite zum Garten hin hängen Holzbalkone. Vor der Nordseite steht mittig ein Treppenhausvorbau, in den eine zur Straße hin zeigende Eingangstür führt. Über der Tür kragt ein flaches Vordach aus der Wand. Die Belichtungsfenster des Vorbaus zeigen zur Straße und nach Norden; zwischen jeweils beiden Richtungen schmücken Klinkerbänder die Tür- und Fensteröffnungen.
Die einachsige Garage zum Wohnhaus steht auf der Nordseite des Grundstücks, das Tor etwa auf Höhe des Eingangsvorbaus. Die Garage ist kaum mehr als torbreit, hat obenauf ebenfalls ein hohes, ziegelgedecktes Walmdach und ist ebenso wie das Wohnhaus verputzt und gestrichen.
Die Einfriedung ist ein Lattenzaun mit Sandsteinpfeilern.

## Geschichte
Der Verwaltungsinspektor Gustav Richard Otto Lange ließ sich 1935 nach einem Entwurf der Dresdner Architekten Martin Smettan und Fritz Edmund Claus ein Dreifamilienhaus errichten. Auf den Bauantrag vom Februar erfolgte die Baugenehmigung drei Wochen später im März 1935. Die Bitte um Bezugsgenehmigung wurde im Juli 1935 eingereicht. Ein Jahr später errichtete der Architekt Smettan auf dem unterhalb liegenden Grundstück Körnerweg 4 für einen anderen Bauherrn ein ähnliches Gebäude.